# Mill Hall
Mill Hall é um distrito localizado no estado norte-americano de Pensilvânia, no Condado de Clinton.

## Demografia
Segundo o censo norte-americano de 2000, a sua população era de 1568 habitantes.
Em 2006, foi estimada uma população de 1480, um decréscimo de 88 (-5.6%).

## Geografia
De acordo com o United States Census Bureau tem uma área de
2,6 km², dos quais 2,6 km² cobertos por terra e 0,0 km² cobertos por água. Mill Hall localiza-se a aproximadamente 187 m acima do nível do mar.

## Localidades na vizinhança
O diagrama seguinte representa as localidades num raio de 12 km ao redor de Mill Hall.